# 대한민국 상법 제4조
대한민국 상법 제4조는 상인-당연상인에 대한 상법총칙의 조문이다.

## 조문
제4조 (상인-당연상인) 자기명의로 상행위를 하는 자를 상인이라 한다.

第4條 (商人-當然商人) 自己名義로 商行爲를 하는 者를 商人이라 한다.